# Open international de Bordeaux
L'open international de Bordeaux était un tournoi de golf professionnel disputé de 2001 à 2008. Inscrit au calendrier du circuit européen de l'Alps Tour de 2001 à 2009 et du circuit français AGF-Allianz golf Tour, il avait lieu au golf de Bordeaux Lac, à Bordeaux.

## Palmarès
| Édition | Année | Date      | Lieu                 | Dotation | Vainqueur           | Score     |
| ------- | ----- | --------- | -------------------- | -------- | ------------------- | --------- |
| 9e      | 2009  | 21-24 mai | Golf de Bordeaux Lac | 45 000 € | Alexandre Mandonnet | 269 (−19) |
| 8e      | 2008  | 22-25 mai | Golf de Bordeaux Lac | 45 000 € | Benoît Teilleria    | 275 (−13) |
| 7e      | 2007  | 24-27 mai | Golf de Bordeaux Lac | 45 000 € | Frédéric Cupillard  | 279 (−9)  |
| 6e      | 2006  | 11-14 mai | Golf de Bordeaux Lac | 45 000 € | Jean-Nicolas Billot | 272 (-16) |
| 5e      | 2005  | 11-14 mai | Golf de Bordeaux Lac | 45 000 € | Nicolas Colsaerts   | 265 (-23) |
| 4e      | 2004  | 6-9 mai   | Golf de Bordeaux Lac | 40 000 € | Raphaël Eyraud      | 278 (-10) |
| 3e      | 2003  |           | Golf de Bordeaux Lac |          | Grégory Bourdy      |           |
| 2e      | 2002  |           | Golf de Bordeaux Lac |          | Nicolas Beaufils    |           |
| 1e      | 2001  |           | Golf de Bordeaux Lac |          | Bertrand Cornut     |           |